# Ludwig Lichtheim

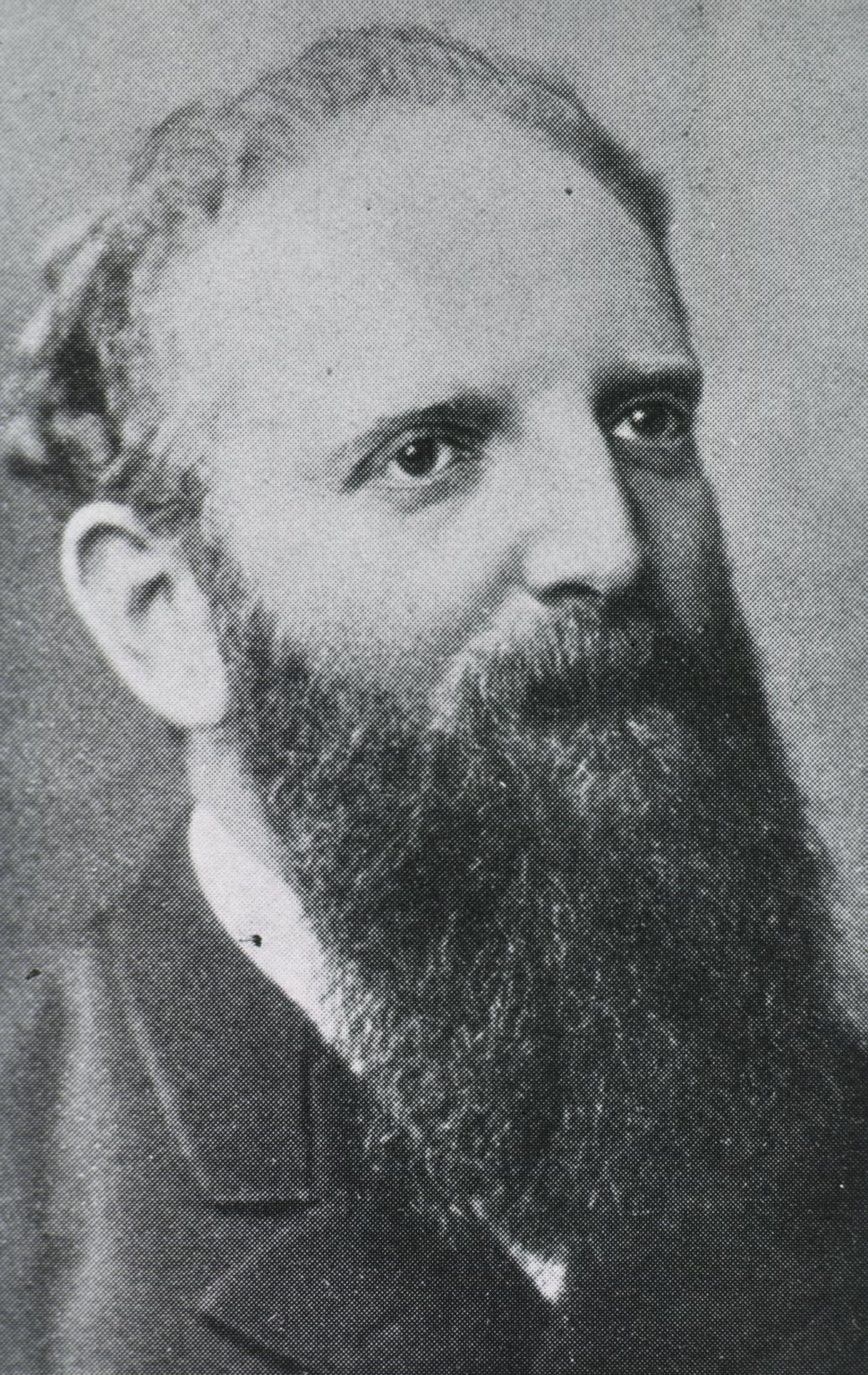
Ludwig Lichtheim

Ludwig Lichtheim (* 7. Dezember 1845 in Breslau; † 13. Januar 1928 in Bern) war ein deutscher Internist und Neurologe.

## Leben und Werk

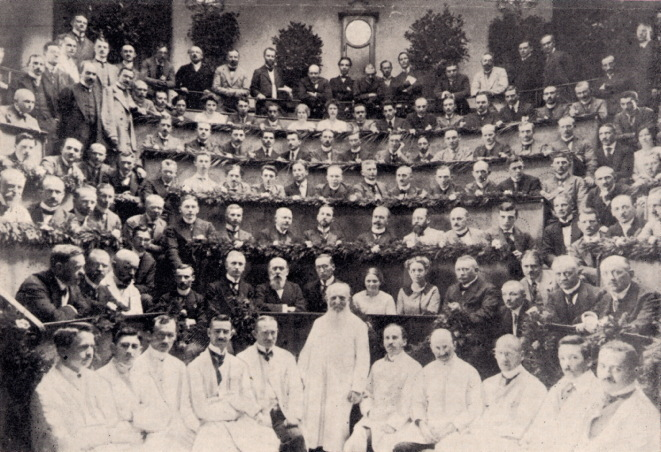
Verabschiedung Lichtheims 1912 im Hörsaal der Medizinischen Klinik der Universität Königsberg (s.Lit.)

Lichtheim entstammte einer jüdischen Familie. Der Vater war Kaufmann in Breslau, wo Ludwig Lichtheim ab 1854 das Maria-Magdalenen-Gymnasium besuchte. Nach der Taufe und dem Abitur im Jahre 1863 studierte er Medizin an den Universitäten in Breslau, Zürich und Berlin. Hier wurde er 1867 – nach Militärdienst im Jahre 1866 – zum Dr. med. promoviert. Während seines Studiums wurde er 1863 Mitglied der Alten Breslauer Burschenschaft der Raczeks und 1866 Mitglied der Burschenschaft Teutonia Zürich. Von 1869 bis 1872 war er unter Hermann Lebert Assistent an der Universitätsklinik in Breslau. Als Robert Koch bei Ferdinand Julius Cohn 1876 in Breslau mehrtägige Experimente durchführte, waren auch Lichtheim und Karl Weigert anwesend. Es folgte ein Jahr an der Chirurgischen Klinik in Halle (Saale) unter Richard von Volkmann.
Anschließend war Lichtheim bis 1877 wieder in Breslau an der Poliklinik unter Lebert und Anton Biermer. 1876 wurde er habilitiert und lehrte in Breslau als Privatdozent. 1877 ging er als außerordentlicher Professor nach Jena, wo er auch die Leitung der Poliklinik übernahm. 1878 wurde er an die Universität Bern berufen als ordentlicher Professor für Nosologie und Therapie und Leiter des Universitätshospitals. Von 1882 bis 1884 war er hier auch Dekan der medizinischen Fakultät. Das Ergebnis einer Zusammenarbeit mit Carl Wernicke war 1885 das ‚Wernicke-Lichtheim-Modell’; es betrifft Sprachabläufe. Hermann Sahli – der Nachfolger Lichtheims in Bern – schrieb 1915:

„Lichtheim war mit Koch befreundet und wurde von ihm persönlich in die damals noch neue bakteriologische Technik so vollständig eingeweiht, dass er die Bakteriologie in ihrer ganzen Ausdehnung als Hilfswissenschaft für die Klinik verwerten konnte.“

Ludwig Lichtheim war 43 Jahre alt, als er – in vergleichbarer Position wie in Bern – 1888 nach Königsberg ging. Im Amtsjahr 1900/01 wurde er zum Rektor der Universität Königsberg gewählt. In Königsberg wirkte er bis 1912. Zusammen mit Adolf von Strümpell und Wilhelm Erb sowie Friedrich Schultze aus Bonn gründete Lichtheim 1891 die Deutsche Zeitschrift für Nervenheilkunde.
Lichtheim arbeitete als internistischer Kliniker. Er galt als Förderer der Bakteriologie und als Mitbegründer der Neurologie.

## Leistungen
Lichtheim ist bekannt durch seine heute als klassische Aphasielehre bekannte, 1884 veröffentlichte Auffassung der Trennung zwischen Zentren der Hirnrinde und sie verbindenden Nervenbahnen, die isoliert voneinander geschädigt werden können. Hieraus resultiert eine Vielzahl von Schädigungsmustern. Sie gilt heute noch als didaktisches Schema, ist jedoch in dieser Ausschließlichkeit im klinischen Gebrauch nicht mehr anerkannt.

## Veröffentlichungen (Auswahl)
- Publikationen (Bibliography) von Ludwig Lichtheim
- Ueber den Einfluss der Rückenmarksreizung auf die Gallensecretion. Diss. Berlin 1867.